# Tribunales Regionales Federales
Los Tribunales Regionales Federales (TRF) son los tribunales de apelación de la Justicia Federal en Brasil. Fueron establecidos por la Constitución de 1988 y en la actualidad existen seis Tribunales Regionales Federales con la tarea principal de juzgar, en apelación, las decisiones dictadas por los jueces federales y los jueces de derecho cuando ejercen atribuciones de competencia federal. También tienen competencia originaria para tramitar determinadas demandas; el enjuiciamiento de los jueces federales, por ejemplo. Sus decisiones pueden ser recurridas ante el Superior Tribunal de Justicia (STJ) y el Supremo Tribunal Federal (STF).
Los magistrados que componen los Tribunales Regionales Federales se denominan jueces federales. Son nombrados por el Presidente de la República a partir de una lista de jueces federales, abogados y miembros del Ministerio Público Federal. No existe un mandato fijo, pero la edad de jubilación obligatoria es de 75 años. Hay 214 jueces en total, siendo el TRF-1 el que tiene el mayor número (43) y el TRF-6 el menor (18).

## Creación
Los Tribunales Regionales Federales fueron creados por la Constitución brasileña de 1988 con el objetivo de sustituir y regionalizar la jurisdicción ejercida por el Tribunal Federal de Apelaciones (TFR). El TFR fue creado por la Constitución brasileña de 1946 y actuaba como segunda instancia de la Justicia Federal. En 1977, estaba compuesto por 27 ministros.  Además de los TRFs, el Superior Tribunal de Justicia (STJ), creado por la Constitución de 1988, también asumió algunas de las funciones del TFR. Según el Consejo Federal de Justicia (CJF), la nueva Constitución de la República permitió que "la Justicia Federal se regionalizase y descentralizase cada vez más, pudiendo los tribunales regionales federales actuar con mayor autonomía que el antiguo Tribunal Federal de Apelación".
La Ley de Disposiciones Constitucionales Transitorias (ADCT) determinó la creación de cinco tribunales federales y fijó un plazo de seis meses para la constitución de cada uno de ellos. La ADCT estipulaba que el TFR sería el responsable de su creación que tendría que tener en cuenta el "número de casos y su localización geográfica". " El 6 de octubre de 1988, un día después de la promulgación de la Constitución, el TFR emitió, por unanimidad, la Resolución N.º 1, que preveía la localización de la sede y jurisdicción de los Tribunales Regionales Federales; las demarcaciones originales de las regiones se siguen utilizando en la actualidad.  En enero de 1989, la Ley n.º 7727 reguló la composición inicial de los GRT y, el 30 de marzo del mismo año, se inauguraron los cinco tribunales, con la toma de posesión de 74 magistrados.

### Intentos fallidos de expansión
En 2013, el Congreso Nacional de Brasil promulgó la Enmienda Constitucional (CE) 73, que preveía la creación de otros cuatro Tribunales Regionales Federales, sin embargo, la constitucionalidad de la enmienda fue impugnada y la acción fue suspendida preliminarmente por el ministro del STF Joaquim Barbosa  y el proceso permaneció suspendido en los años siguientes.

### Ampliación realizada
En octubre de 2021, por iniciativa del Tribunal Superior de Justicia, después de ser tramitada en el Congreso Nacional, fue sancionada la ley que establece la creación del TRF-6 (Tribunal Regional Federal de la 6.ª Región). Fue la primera vez en el siglo XXI que se inauguró un nuevo tribunal en Brasil. El TRF-6 tiene jurisdicción sobre el estado de Minas Gerais y tiene su sede en Belo Horizonte. Con este cambio se pretende agilizar la justicia, ya que sólo el estado de Minas Gerais concentraba más de 1/3 de las demandas del TRF-1, tribunal al que estaba vinculado hasta entonces.  El TRF-6 se instaló el 19 de agosto de 2022.

## Funciones

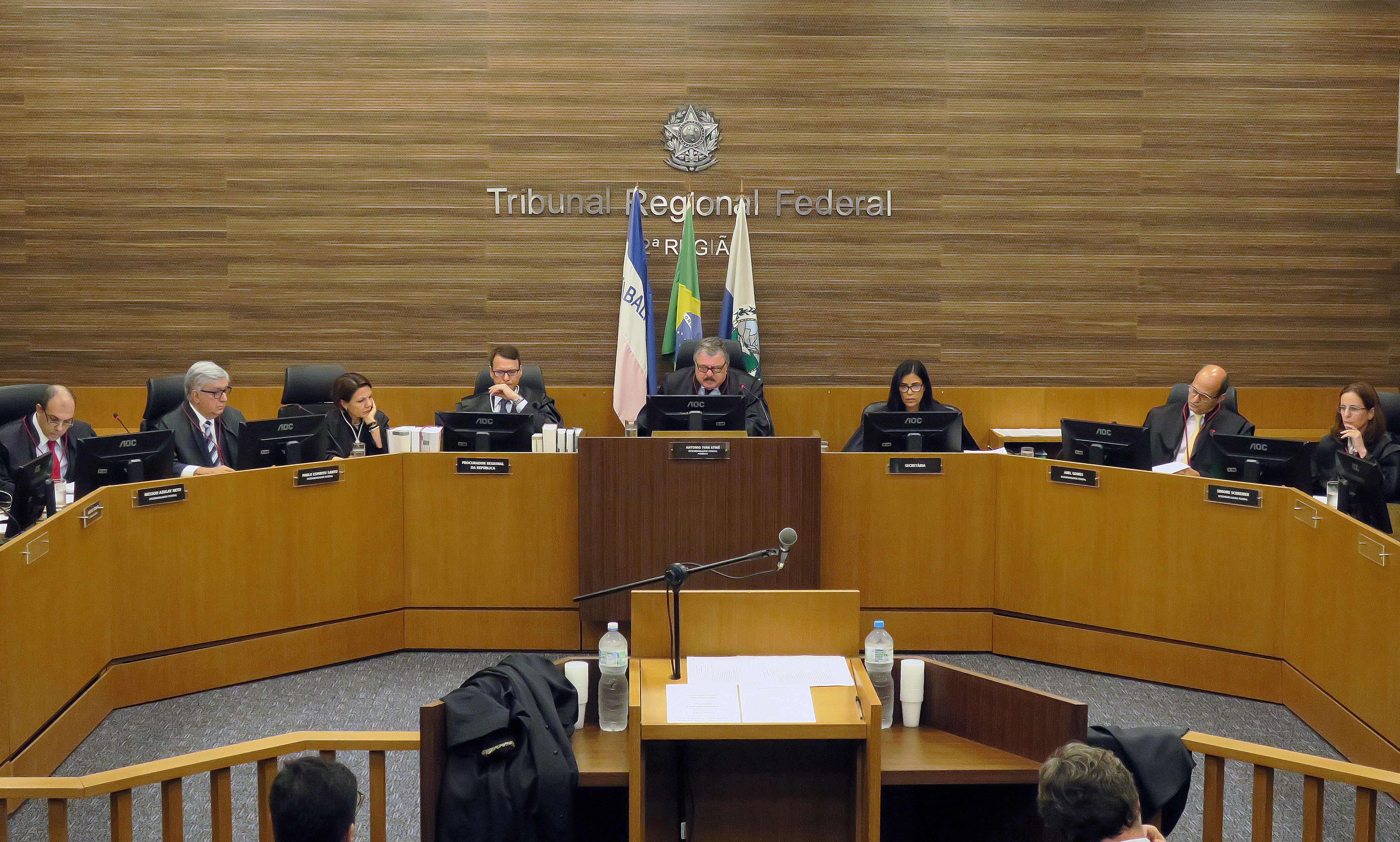
Sesión de juicio en el TRF-2

Como tribunal de segunda instancia, el juzgamiento de apelaciones presentadas contra decisiones de jueces de primera instancia representa la mayor carga de trabajo de los Tribunales Regionales Federales.
El artículo 108 de la Constitución Federal estableció la competencia originaria y de apelación de los Tribunales Federales para procesar y dictar sentencia en recursos de amparo, habeas corpus y habeas data contra actos de jueces federales; jueces federales y miembros del Ministerio Público Federal en el área de su competencia (incluyendo la Justicia Militar y la Justicia de Trabajo) en delitos comunes y delitos de responsabilidad; revisiones penales y acciones rescisorias de sentencias de jueces federales y del propio tribunal; conflictos de competencia entre jueces federales.
Por otra parte, además de los actos realizados por los jueces federales, los TRFs también son responsables de procesar y juzgar cualquier recurso contra las decisiones de jueces de Derecho con atribuciones federales comunes.

## Jueces federales
Los miembros de los TRF son denominados desembargadores federales. Son nombrados por el presidente de la República entre los ciudadanos mayores de 30 años y menores de 70 que integran la lista previa elaborada por los tribunales, el colegio de abogados y el Ministerio Público Federal.
El uso de las listas se debe al cumplimiento del quinto Constitucional, que determina que cada TRF debe estar formado por una quinta parte de abogados con más de diez años de actividad profesional efectiva y miembros del MPF con más de diez años de carrera. 
Las demás plazas se otorgan por promoción, por antigüedad y mérito, de jueces federales con más de cinco años en el cargo. Si un juez federal figura en la lista por tercera vez consecutiva o quinta no consecutiva, el presidente está obligado a nombrarlo. Una vez en el cargo, los jueces no tienen un mandato fijo, sino que se jubilan obligatoriamente al cumplir los 75 años. 

## Lista
| Corte                                                | Jurisdicción territorial                            | Jurisdicción territorial | Sede               | Desembargadores | Presidente                             |
| Corte                                                | Unidades federativas                                | Población (IBGE, 2019)   | Sede               | Desembargadores | Presidente                             |
| ---------------------------------------------------- | --------------------------------------------------- | ------------------------ | ------------------ | --------------- | -------------------------------------- |
| Tribunal Regional Federal de la Primera Región TRF-1 | AC, AP, AM, BA, DF, GO, MA, MT, PA, PI, RO, RR y TO | 56.927.408               | Brasília, DF       | 43              | José Amilcar Machado (desde 2022)      |
| Tribunal Regional Federal de la Segunda Región TRF-2 | RJ y ES                                             | 21.283.593               | Río de Janeiro, RJ | 35              | Guilherme Calmon (desde 2023)          |
| Tribunal Regional Federal de la Tercera Región TRF-3 | SP y MS                                             | 48.698.035               | São Paulo, SP      | 55              | Marisa Santos (desde 2022)             |
| Tribunal Regional Federal de la Cuarta Región TRF-4  | PR, RS y SC                                         | 29.975.984               | Porto Alegre, RS   | 39              | Fernando Quadros da Silva (desde 2023) |
| Tribunal Regional Federal de la Quinta Región TRF-5  | AL, CE, PB, PE, RN y SE                             | 31.850.182               | Recife, PE         | 24              | Fernando Braga Damasceno (desde 2023)  |
| Tribunal Regional Federal de la Sexta Región TRF-6   | MG                                                  | 21.411.923               | Belo Horizonte, MG | 18              | Mônica Sifuentes (desde 2022)          |